# Ratajské rybníky
Ratajské rybníky jsou rybniční soustavou, přírodní památkou a evropsky významnou lokalitou, leží v Kameničské vrchovině v rámci regionálního členění georeliéfu (tvaru zemského povrchu), z hlediska administrativně správního na katastrálním území města Hlinsko v okrese Chrudim náležejícím do Pardubického kraje v České republice. Zvláště chráněné území je součástí Chráněné krajinné oblasti Žďárské vrchy a spravuje ho Agentura ochrany přírody a krajiny ČR – RP SCHKO Žďárské vrchy.
Ratajské rybníky pod původním označením chráněný přírodní výtvor zřídil bývalý Okresní národní výbor v Chrudimi ze dne 21. listopadu 1990 (s účinností od 1. prosince 1990). Předmětem ochrany se stala soustava rybníků s břehovými porosty a okolními zachovalými rašelinnými loukami s výskytem chráněných a ohrožených druhů rostlin. Rozloha chráněného území je 11,4 ha.
Přírodní památka s mokřady, slatinnými loukami s cenným biotopem chráněných a ohrožených druhů rostlin a živočichů a společenstvem rybníků náleží do Žďárského bioregionu Hercynské podprovincie a přírodní lesní oblasti Českomoravské vrchoviny. Lokalita leží v chladné klimatické oblasti, která je součástí Sečské vrchoviny ve fytogeografickém členění území Česka. Ochranné pásmo přírodní památky v délce 50 m od hranic zvláště chráněného území zasahuje v lesním prostoru Na balkovském do lesních hospodářských celků (Nasavrky, Městské lesy Hlinsko).
Rybniční soustava tří kaskádovitě nad sebou vybudovaných vodních nádrží a na břehové porosty navazující vlhké louky se nachází v nadmořských výškách 585 až 595 m v širokém údolí Kameničské vrchoviny.

## Evropsky významná lokalita
Evropsky významná lokalita Ratajské rybníky překrývá přírodní památku rozsáhlejší plochou 20,4 ha v nadmořských výškách 584 až 602 m Kameničské vrchoviny. V rámci soustavy nazvané NATURA 2000, kterou tvoří chráněná území vymezená podle jednotných podmínek ve všech státech Evropské unie, byla vyhlášena dne 15. dubna 2005.
Předmětem ochrany evropsky významné lokality jsou bezkolencové louky na vápnitých, rašelinných a hlinito-jílovitých půdách (Molinion caeruleae), přechodová rašeliniště a třasoviště a výskyt evropsky významných druhů
- motýlů: modrásek bahenní (Maculinea nausithous), modrásek očkovaný (Maculinea teleius)
- mechorostů: srpnatka fermežová (Hamatocaulis vernicosus)
- plžů: vrkoč Geyerův (Vertigo geyeri), drobný suchozemský plž, výška ulity kolem pouhých 2 mm, výskyt na trvale vlhkých slatiništích se stálým hydrogeologickým režimem, v lokalitách přibližně od Hlinska po Jindřichův Hradec, na území přírodní památky Ratajské rybníky zjištěn v roce 2011)[8]

## Rybniční soustava

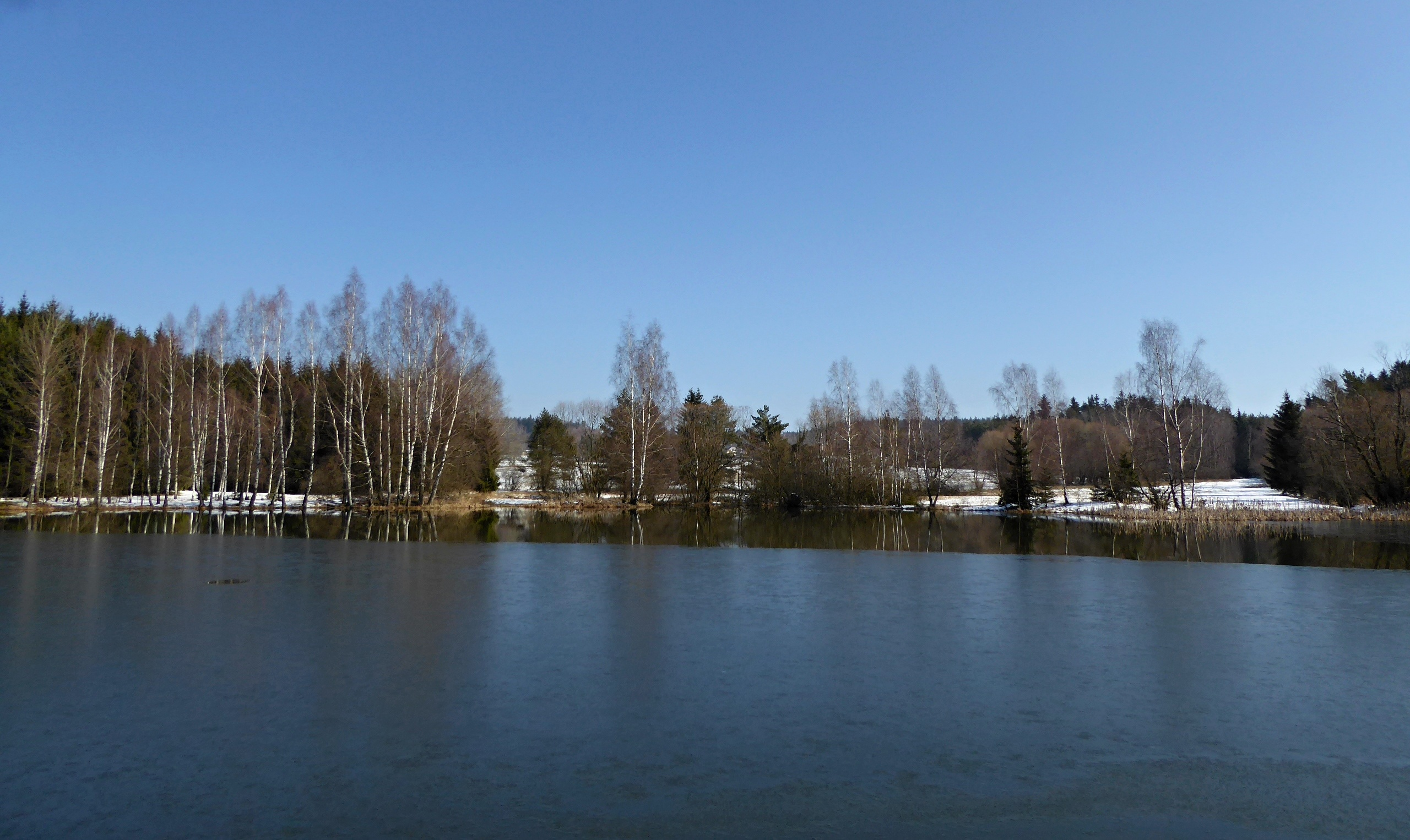
Horní ratajský rybník s pomístním jménem Horní Rataják, plochou největší a také nejstarší v rybniční soustavě; hladina rybníka se slabým ledem a sníh na loukách v okolí demonstruje časné jaro Kameničské vrchoviny

Rybniční soustava je průtočná, složená ze tří rybníků s pomístními jmény:
- Horní Rataják, rozloha 16,714 m², hloubka až 1,7 m (vybudován kolem roku 1855, uváděn na mapách tzv. II. vojenského mapování v Čechách), zeměpisný název: Horní ratajský rybník[9]
- Prostřední Rataják, rozloha 7,260 m², hloubka až 1,7 m (vybudován kolem roku 1970, vysoký podíl vegetace, osázen lekníny, zarůstá velká plocha vodní hladiny), bez bližšího zeměpisného názvu[9]
- Dolní Rataják, rozloha 13,358 m², hloubka až 1,7 m (vybudován kolem roku 1910), zeměpisný název: Dolní ratajský rybník[9]

Hladiny rybníků jsou regulovány výpustmi v jejich hrázích a také vybudovanými přepady v případě tzv. velké vody. Rybníky jsou využívány k chovu ryb s pravidelnými podzimními výlovy. Rybníky obhospodařuje rybářská organizace v Hlinsku, v chovu se objevují:
- kapr obecný (Cyprinus carpio)
- lín obecný (Tinca tinca)
- candát obecný (Sander lucioperca)
- štika obecná (Esox lucius)
- plotice obecná (Rutilus rutilus)

Rybníky napájí dvě bezejmenné vodoteče pramenící ve svahu Čertoviny (655 m n. m.), jedna zaústěna do rybníka Horní Rataják, druhá obtočná s více vydatným vodním tokem, při velkém průtoku a vysokém stavu podzemní vody napájí i Horní ratajský rybník (na některých turistických mapách uváděna se zaústěním do rybníka). Vodní nádrže jsou oddělené pod hrázemi úzkými pásy zeleně s břehovými porosty a mokřady, jejich vybudováním vznikly v lokalitě nové vodní biotopy pro rostlinstvo a živočichy. Spuštěním výtoku rybníků lze snižovat i vysokou hladinu spodní vody na okolních vlhkých loukách.
Pobřežní porosty ratajských rybníků se solitérními i hustými skupinami dřevin přechází dál od jejich břehů v druhově pestré rašelinné až slatinné louky a vytvářejí příznivá stanoviště pro hnízdění ptactva, bohatou populaci obojživelníků a hmyzu, jejichž život je spjat s vodou.

## Název
Název rybniční soustavy a od ní pojmenované přírodní památky a evropsky významné lokality je odvozen od pomístních jmen (anoikonymum) tří rybníků (Horní-, Prostřední-, Dolní Rataják), se zeměpisnými názvy pouze Horní- a Dolní ratajský rybník. Přívlastek „Ratajské" (Rataják, ratajský) získaly rybníky podle své polohy v městské lokalitě s místním názvem Rataje (též ulice) na katastrálním území Hlinska (zástavba vzdálená zhruba 700 m od Dolního ratajského rybníka).

## Geografie

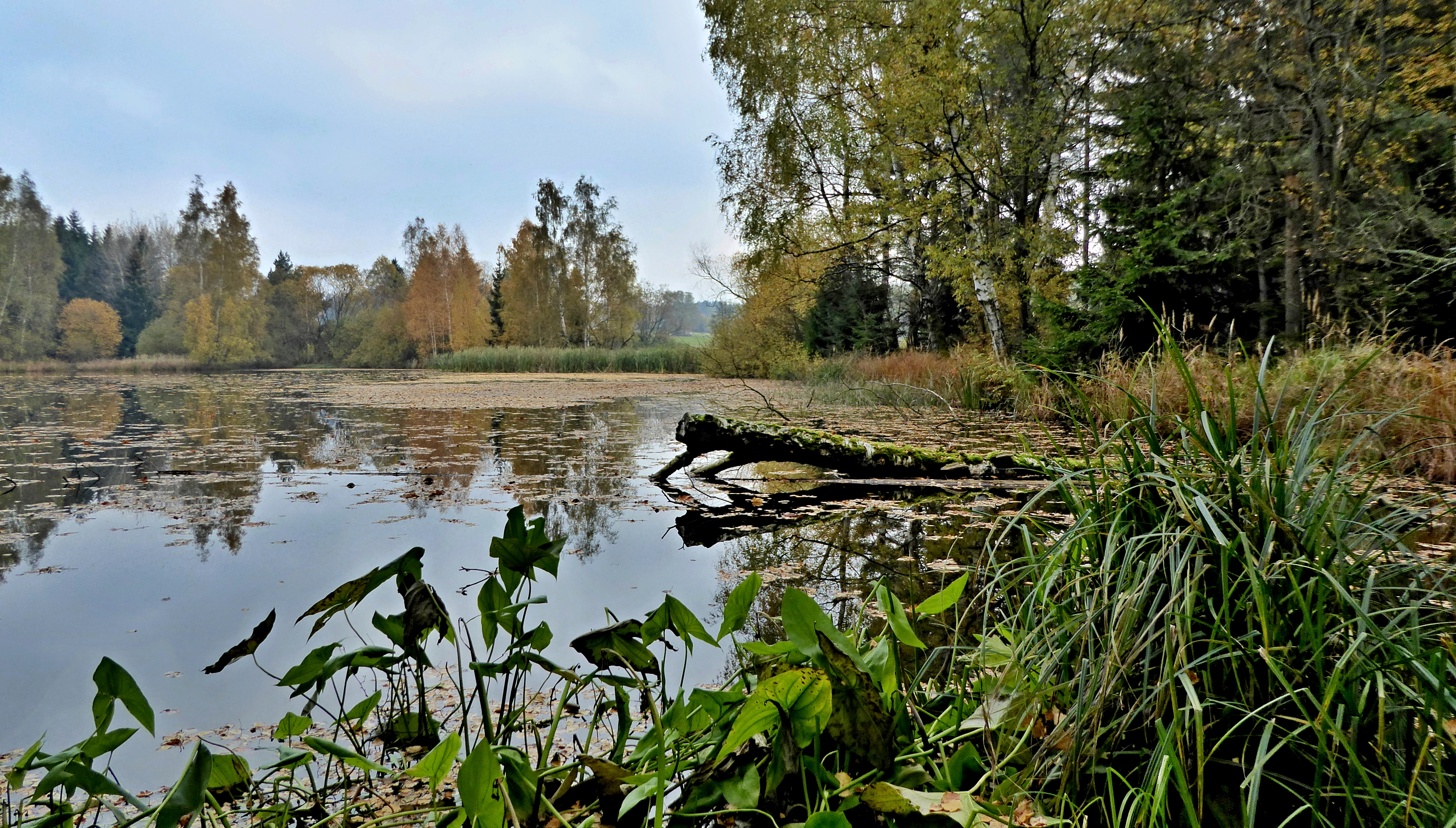
Břehové porosty tvoří bohatá vegetace; podzim přináší na hladinu rybníků spadané listí z mnoha dřevin rostoucích kolem celé rybniční soustavy, v záběru lokalita u Horního Ratajáku

Ratajské rybníky (rybniční soustava, přírodní památka, evropsky významná lokalita) leží zhruba 2 km od centra města Hlinsko severovýchodním směrem, s nadmořskou výškou 585 m na okraji lesní lokality „Na balkovském" u Dolního ratajského rybníka až 595 m na loukách nad Horním ratajským rybníkem. Široké údolí je sevřené svahy vrcholů v jihovýchodní části Kameničské vrchoviny, jsou to na severu Medkovy kopce (638 m n. m.), severovýchodně Čertovina (655 m n. m.), východo-jihovýchodně Dědovský kopec (676 m n. m.) a na jihovýchodě s významným bodem Pešava (697 m n. m.).
Lokalita vlhkých luk a rybniční soustavy, zastíněných od východu a jihu zalesněným prostorem „Na balkovském", poskytuje rostlinstvu omezené, typické podmínky vlhkého prostředí v chladných klimatických podmínkách jihovýchodní části Sečské vrchoviny s jejími nejvyššími nadmořskými výškami v oblasti charakteristické delším zimním obdobím.
Postupně svažující se terén na úbočí zalesněné vrcholové části hřebene Železných hor, v pásmu Medkovy kopce – Čertovina – Dědovský kopec s několika bezejmennými méně vydatnými vodními toky a také s Blatenským potokem stékajícím po úbočí vrcholu Pešava, vytvořilo přírodně vhodné podmínky pro postupné (v rozmezí více než sto let) vybudování tří rybníků kaskádovitě nad sebou. Směrem na jihozápad je údolí otevřeno k Blatenskému potoku, který odvádí vody z oblasti, včetně rybniční soustavy, do necelý kilometr vzdálené řeky Chrudimky, protékající Blatnem (část obce Hlinsko).

### Geomorfologie a přírodní podmínky
Údolí s rybniční soustavou, při postupném budování tří vodních nádrží využívajících svažitý terén, se nachází v severní části Českomoravské vrchoviny. V rámci regionálního členění georeliéfu České republiky náleží do geomorfologického celku Železné hory, podcelku Sečská vrchovina a geomorfologického okrsku Kameničská vrchovina.
Geomorfologický útvar (údolí) je situován v jihovýchodní části Kameničské vrchoviny pod vrcholem Pešava (697 m n. m., v roce 1987 uváděn za nejvyšší a od roku 2006 jako významný bod geomorfologického celku Železných hor). Od rybniční soustavy k severu stoupá svah s vlhkými loukami, skupinami dřevin a zemědělsky obdělávanými poli k vrcholu Medkovy kopce (638 m n. m.). Od břehu Horního ratajského rybníka severovýchodním směrem  se zvedá terén s rozsáhlými mokřady, nejprve pozvolna na území přírodní památky a od její hranice prudčeji, k vrcholu Čertovina (655 m n. m.) v zalesněném hřebeni. Území s vlhkými loukami a lesním společenstvem má významnou retenční schopnost.
Širokým a dlouhým žlabem stoupajícím k vrcholu Dědovského kopce (676 m n. m.), mezi svahy vrcholů Čertovina a Pešava, se do údolí se soustavou ratajských rybníků stahuje voda z vlhkých luk a mokřadů výše položených v bezejmenných vodotečích s úzkými koryty, v nichž v období s malým objemem dešťových srážek voda vysychá.
Louky nad rybníkem se skupinami dřevin a zemědělsky obdělávanými polemi jsou přerušeny v severozápadním směru silnicí I/34 (úsek Hlinsko–Čertovina), která tvoří nejseverněji položenou hranici Chráněné krajinné oblasti Žďárské vrchy. Nad silnicí se táhne zalesněné pásmo Kameničské vrchoviny s vrcholy Medkovy kopce, Čertovina, Dědovský kopec, na jihovýchodním svahu s místní komunikací spojující Čertovinu (část města Hlinsko) s Pláňavy (část obce Vojtěchov) a obcí Dědová. Pozemní komunikace nad zvláště chráněným územím kopíruje zalesněný tzv. vedlejší hřeben Železných hor ve východo-jihovýchodním směru, který se od vrcholu Dědovského kopce stáčí více na jihovýchod, až k jejich nejvyššímu bodu U oběšeného (738 m n. m.), nad rozhraní s Hornosvrateckou vrchovinou.

### Geologie
Geologické podloží je tvořeno fylitickými břidlicemi (místy plodové břidlice kontaktně metamorfované) a svorovými fylity okraje hlinecké zóny (hlinské proterozoikum a paleozoikum). V oblasti vodních toků je to nivní sediment a na ploše rybniční soustavy sediment vodních nádrží (hlína, písek, štěrk) kvartéru. Na jihovýchodním okraji lokality s ochranným pásmem se objevuje hlubinný magmatit (granit) paleozoika.
Půdotvorným substrátem ve zvláště chráněném území jsou písčitohlinité až hlinité sedimenty, na nich vytvořené pseudogleje, místy zrašelinělé a v místech zatopených vodou rybníků zbahnělé gleje.

### Vodstvo

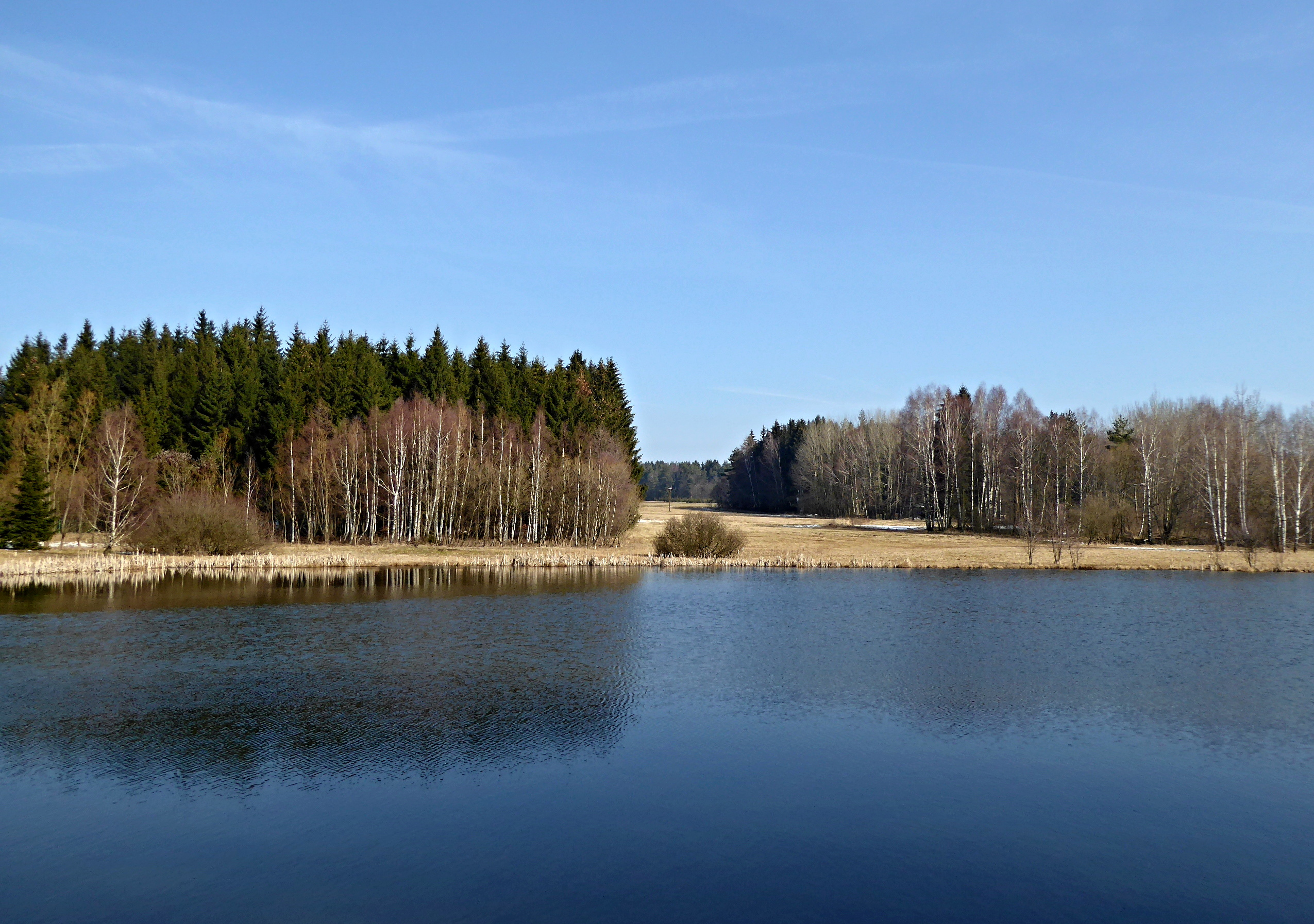
Dolní ratajský rybník s pomístním jménem Dolní Rataják, druhý největší i druhý nejstarší v rybniční soustavě; mokřady a vlhké louky za rybníkem jsou hydrogeologickou lokalitou s vodními zdroji

Oblast náleží do povodí Chrudimky, nejvýznamnější řeky v Sečské vrchovině, s prameništěm tzv. „přes kopec" od rybniční soustavy, za širokým sedlem mezi Dědovským kopcem a Pešavou. Spojnice obou vrcholů je rozvodnicí pro vodní toky, v severozápadním směru stékajících (s nejvýznamnějším Blatenským potokem) do údolí se soustavu ratajských rybníků, pro něž jsou v krajině důležité vodní zdroje. Na jihovýchod od rozvodnice leží rozlehlé prameniště Chrudimky. Svahy vrchů (kopců) Kameničské vrchoviny jsou z hlediska hydrogeologie významnými místy, ze kterých se stahuje do údolí voda. Na území přírodní památky a evropsky významné lokality je zásadním zdrojem pro život na tamních stanovištích rostlinných a živočišných společenství.
Významnou schopnost zadržování vody a její postupné uvolňování pro rostlinstvo mají na zvláště chráněném území mokřady, slatinné louky a lesní společenstva v jeho okolí, také Blatenský potok pramenící pod vrcholem Pešava a protékající okrajem lesní lokality „Na balkovském".
Z vodních toků svázaných s přírodní památkou a evropsky významnou lokalitou jsou významné dva bezejmenné vodní toky, pramenící na loukách pod vrcholem Čertoviny. Severněji položený potok odvádí vody do Horního ratajského rybníka. Vydatnější vodní tok, pramenící u sídelní lokality Pláňavy (část obce Vojtěchov), soustavu rybníků obtéká a odvádí vodu mimo zvláště chráněné území.
Pod hrází prostředního a nejmenšího ratajského rybníka, osázeného lekníny, je vyveden z nedalekého vodárenského zdroje přepad vody, uváděn jako jiný vodní zdroj „U rybníků" (ev.č.1719 v Národním registru pramenů a studánek České republiky). Vodoteč je svedena do Dolního ratajského rybníka.
Jen málo vydatným vodním zdrojem je „Luční studánka" (ev.č. 2488 v Národním registru pramenů a studánek České republiky), v letní sezóně, v případě malých dešťových srážek v oblasti, brzo vysychajícím. Do úzkého koryta od pramene nad Dolním ratajským rybníkem, do kterého je vodoteč zaústěna, se stahuje i voda z mokřadů v jeho okolí.
Z výpusti Dolního ratajského rybníka (a z celého území přírodní památky a evropsky významné lokality) je voda odváděna vodotečí do bezejmenného potoku obtékajícího rybniční soustavu a následně do zhruba sto metrů vzdáleného Blatenského potoka, pravostranného přítoku řeky Chrudimky.

## Vegetace

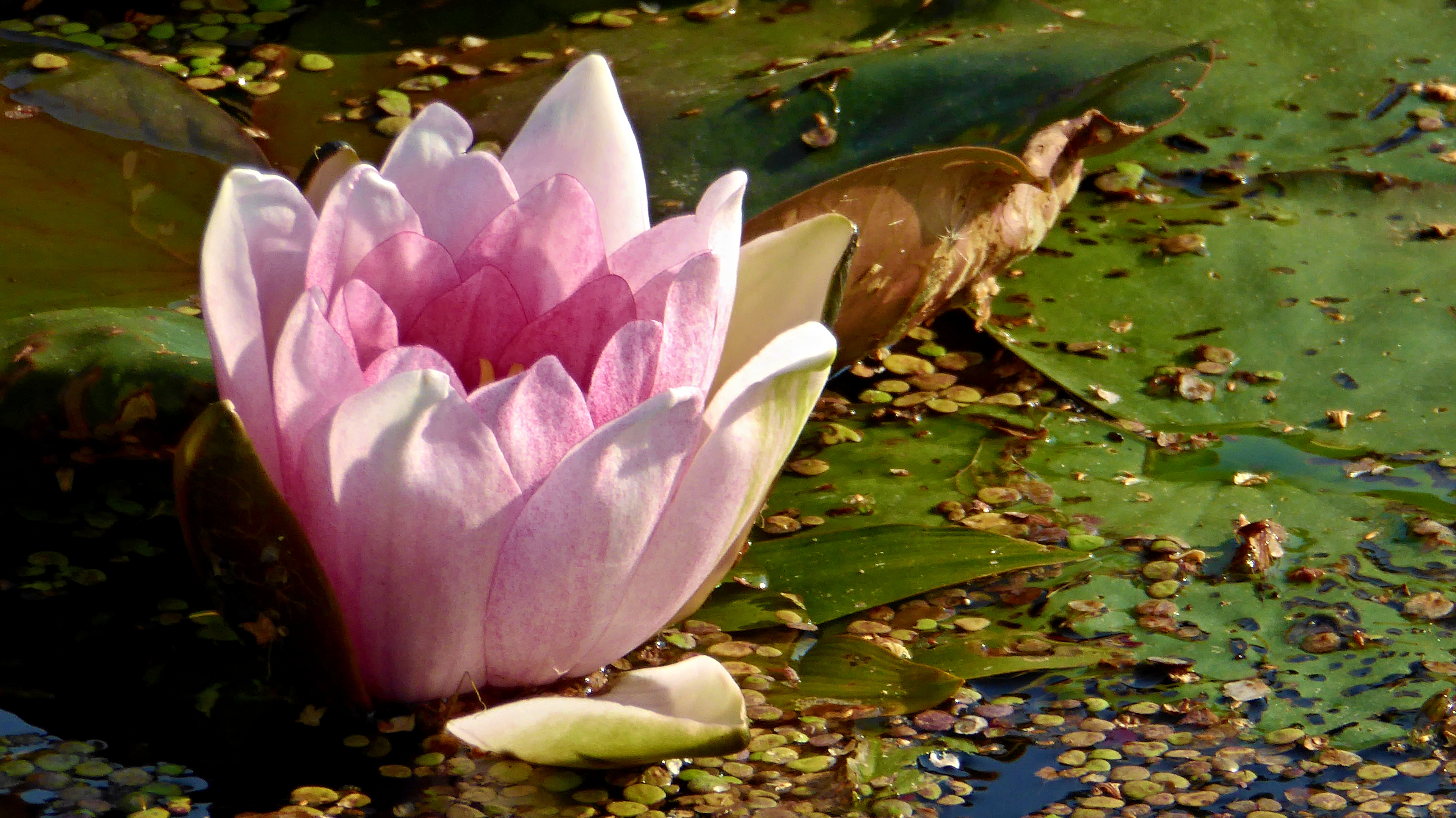
Kvetoucí růžový kultivar leknínu na hladině rybníka Prostřední Rataják; rybník bez zeměpisného názvu byl lekníny uměle osázen

Na území přírodní památky a evropsky významné lokality na rozhraní Železnohorského a Žďárského bioregionu jsou zastoupeny zrašelinělé mezotrofní až slatinné louky, přecházející v mokřadní ostřicová společenstva a prostředí rybníků. Na rybníku pomístně nazvaném Prostřední Rataják je vysazen kultivar leknínu, který zabírá značnou část vodní plochy. Na loukách nad rybníky rozkvétá v letním období vzácný hořec hořepník (Gentiana pneumonanthe). Jde o jedinou známou lokalitu jeho výskytu v Chráněné krajinné oblasti Žďárské vrchy. Kolem rybníků a vodních toků jsou rozšířeny skupiny náletových dřevin, zejména:
- olše lepkavá (Alnus glutinosa)
- bříza bělokorá (Betula pendula)
- vrba ušatá (Salix aurita)

V trvale zamokřených prohlubních luk se vyskytují ohrožené druhy mechorostů:
- srpnatka femežová (Hamatocaulis vernicosus)
- bařinatka obrovská (Calliergon giganteum)[18]
- bažinník kostrbatý (Paludella squarrosa)[19]

Z rostlin jsou také zastoupené:
- kruštík bahenní (Epipactis palustris)
- vachta trojlistá (Menyanthes trifoliata)
- prstnatec májový (Dactylorhiza majalis)
- mochna bahenní, též zábělník bahenní (Comarum palustre)
- kozlík dvoudomý (Valeriana dioica)
- tojlije bahenní (Parnassia palustris)
- všivec bahenní (Pedicularis palustris)
- všivec lesní (Pedicularis sylvatica)[20]
- hadí mord nízký (Scorzonera humilis)
- vrba rozmarýnolistá (Salix rosmarinifolia)
- škarda měkká čertkusolistá (Crepis mollis subsp. succisifolia)[21]
- ostřice plstnatoplodá (Carex lasiocarpa)
- ostřice Hartmanova (Carex hartmanii)
- ostřice Davallova (Carex davalliana)
- ostřice příbuzná (Carex appropinquata)[6]
- ostřice dvoumužná (Carex diandra)
- ostřice blešní (Carex pulicaris)

## Živočichové

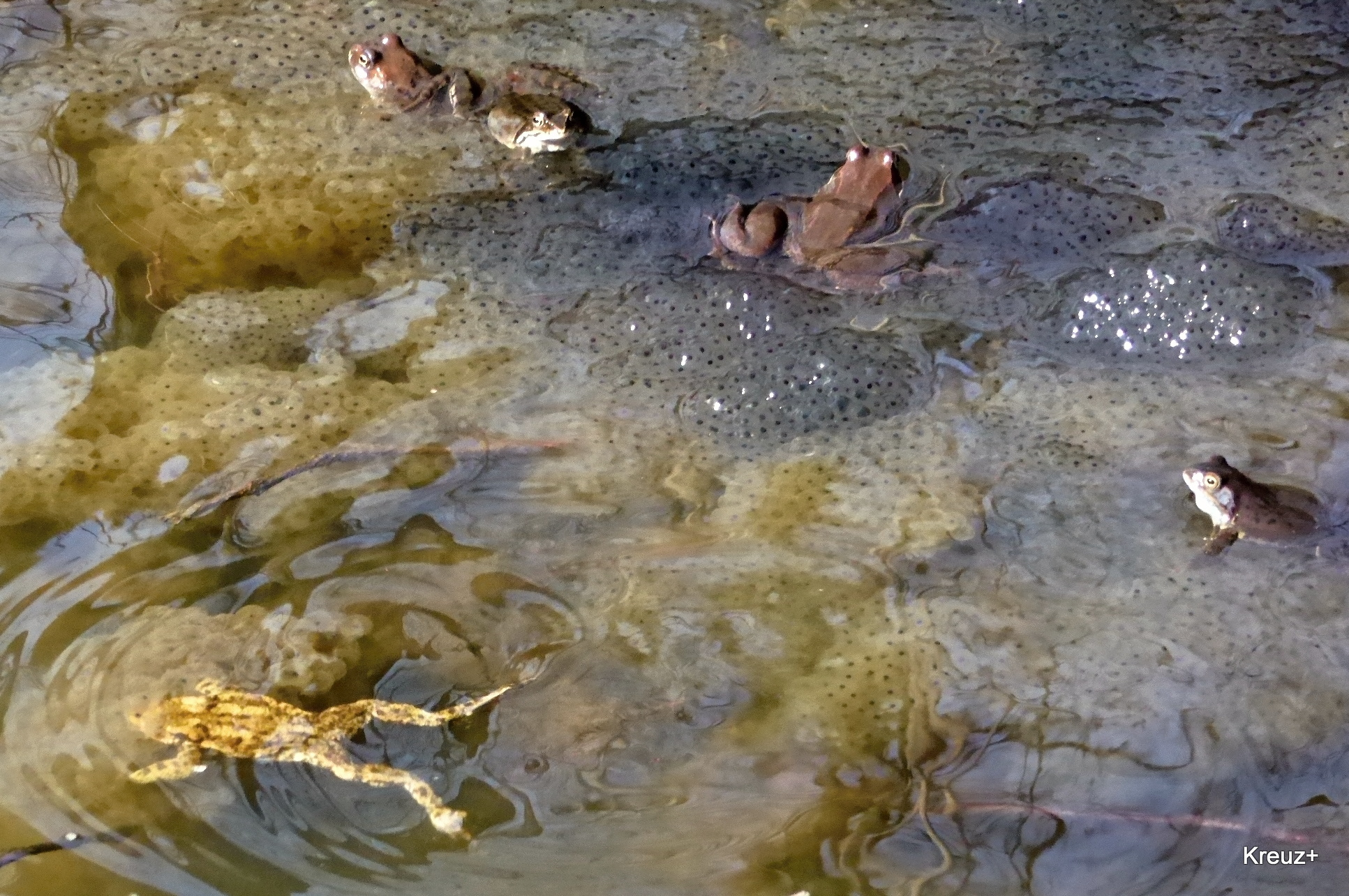
Ratajské rybníky jsou každoročně v měsíci dubnu v obležení mnoha druhů žab; žabí vajíčka se pohupují na hladině rybníků, než se objeví v obrovském počtu nová populace, také skokana hnědého (v horní části záběru)

Území poskytuje vhodné životní prostředí pro bohaté populace obojživelníků, žije tu čolek obecný (Triturus vulgaris) i čolek horský (Triturus alpestris). Ze žab je silně zastoupen skokan hnědý (Rana temporaria), který se zde rozmnožuje a v jarních měsících se objevuje v silném počtu, vyskytuje se tu také skokan zelený (Rana esculenta) i rosnička zelená (Hyla arborea), na loukách ropucha obecná (Bufo bufo).
Mezi nejvýznamnější druhy bezobratlých obývajících mokřadní louky patří vzácný motýl vlhkých luk modrásek očkovaný (Maculinea teleius) a modrásek bahenní (Maculinea nausithous), kterým se také říká motýl z mraveniště. Housenky motýlu se vyvíjejí v květenství krkavce totenu rostoucího na vlhkých loukách kolem rybníků a svůj vývoj dokončí až v mraveništích lučních mravenců. Po vylíhnutí v mraveništi má motýl jen krátký čas na svůj „útěk“, jinak by byl mravenci doslova sežrán.
K rybníkům zalétá pro potravu ledňáček říční a další druhy ptáků. V pobřežních porostech rybníků nebo na loukách kolem rybníků hnízdí či létají za potravou také:
- bekasina otavní (Gallinago gallinago)
- bramborníček hnědý (Saxicola rubetra)
- linduška luční (Anthus pratensis)
- cvrčilka říční (Locustella fluviatilis)
- kachna divoká (Anas platyrhynchos)
- polák chocholačka (Aythya fuligula)
- lyska černá (Fulica atra)

## Turistika

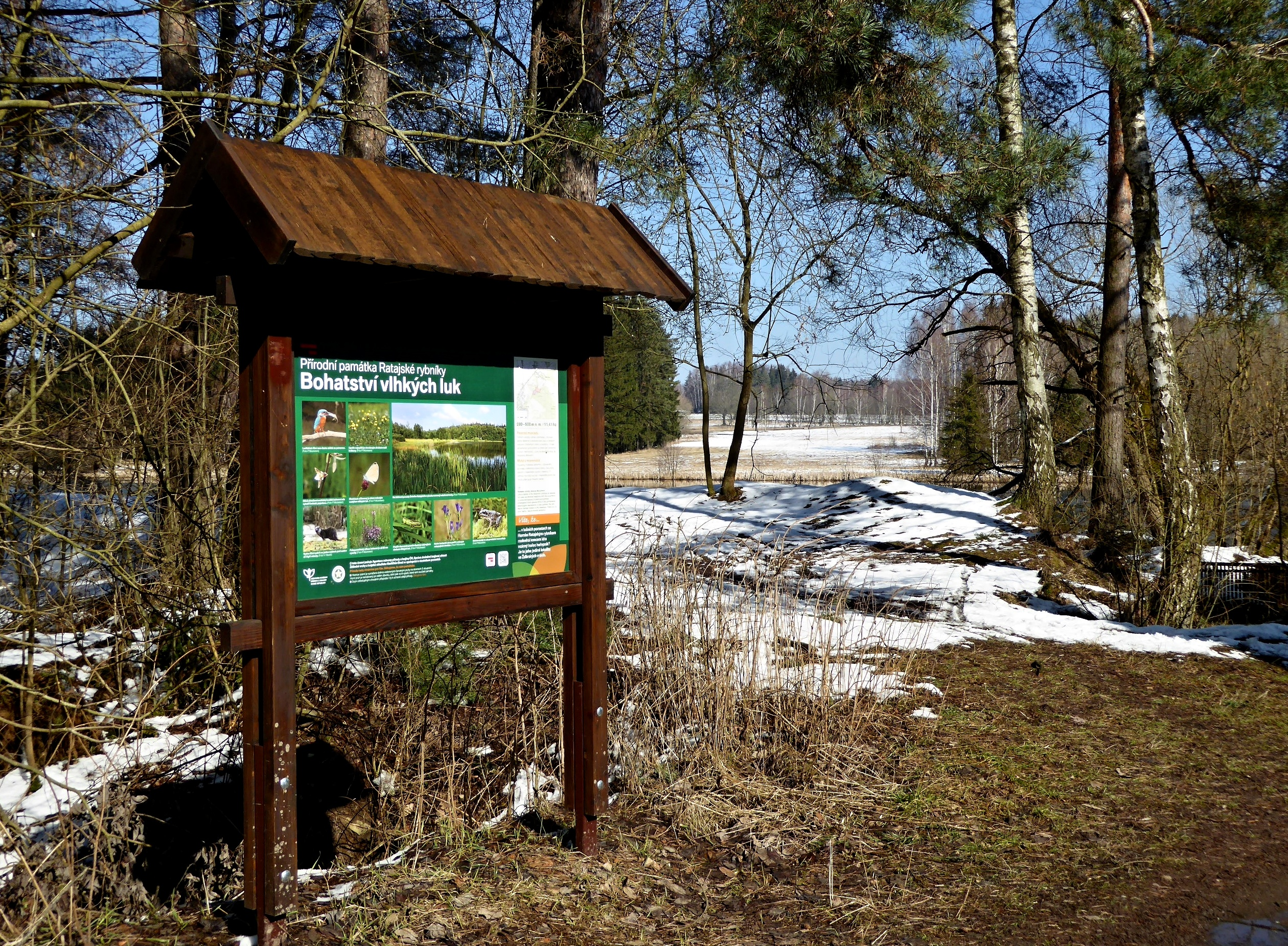
Informační tabule Správy Chráněné krajinné oblasti Žďárské vrchy; instalována u hráze Dolního ratajského rybníka, od roku 2017 stojí při turistické trase Klubu českých turistů

Ratajské rybníky (rybniční soustava a přírodní památka) jsou uvedeny v turistické mapě Vysokomýtsko a Skutečsko vydané v edici Klubu českých turistů (mapový list č. 47). Na okraj přírodní památky je vedena turistická trasa žlutě značená z centra Hlinska přes městskou lokalitu Rataje po místních komunikacích a od zástavby dále polní a lesní cestou k rozcestníku „Ratajské rybníky" (délka cca 2,5 km v úseku Hlinsko Betlém – Ratajské rybníky).
Lesní cestou od rozcestníku k Dolnímu ratajskému rybníku (150 m) je od roku 2017 vedena turistická trasa zeleně značená, prochází kolem rybniční soustavy a od hráze Horního ratajského rybníka pokračuje do části města Čertovina, ve směru vrcholu Čertovina (655 m n. m.) na železnohorském hřbetu nad Hlinskem.
Lokalita je hojně navštěvována především obyvateli Hlinska a okolních obcí, kterým poskytuje významné rekreační možnosti v poměrně zachovalé přírodě. Břehové porosty kolem Ratajských rybníků navazují za úzkým pruhem zeleně, oddělující ze severozápadu a jihozápadu zvláště chráněné území, na zahrádkářské osady.
Hráze ratajských rybníků jsou pochůzné, před vstupem na hráz u každého ze tří rybníků byla v roce 2015 osazena Správou Chráněné krajinné oblasti Žďárské vrchy malá informační tabulka upozorňující na přírodní památku krátkým textem a obrázkem zde vyskytujícího se vzácného modráska očkovaného. U lesní cesty vedoucí od turistické trasy u hráze Dolního ratajského rybníka stojí velká informační tabule s mapou lokality.
Z hrází rybníků a lesních cest v jejich okolí lze zhlédnout rybniční soustavu i oblast přírodní památky a evropsky významné lokality. Turistická trasa i pěšiny poskytují vhodná místa pro pořízení dokumentárních fotografií krajiny a přírody na území Kameničské vrchoviny v Chráněné krajinné oblasti Žďárské vrchy.
Turistická žlutě značená trasa pokračuje od rozcestníku „Ratajské rybníky" podél Blatenského potoka lesním prostorem nad přírodní památkou do prostředí vlhkých luk pod vrcholem Dědovského kopce a dále k Přírodní památce Bahna. S přírodní památkou Louky v Jeníkově tvoří pomyslný trojúhelník zvláště chráněných území (uprostřed s vrcholem Pešava) s typickými hydrogeologickými poměry mokřadů a vlhkých luk s vysokou spodní vodou. Návštěvníkům přírodních lokalit prezentují krajinu Kameničské vrchoviny turisticky dostupnou, až se stometrovou rozdílnou nadmořskou výškou (585–685 m), s charakteristickou vegetací a živočichy v Chráněné krajinné oblasti Žďárské vrchy. Turistické informační centrum je k dispozici v centru města Hlinsko.

## Galerie

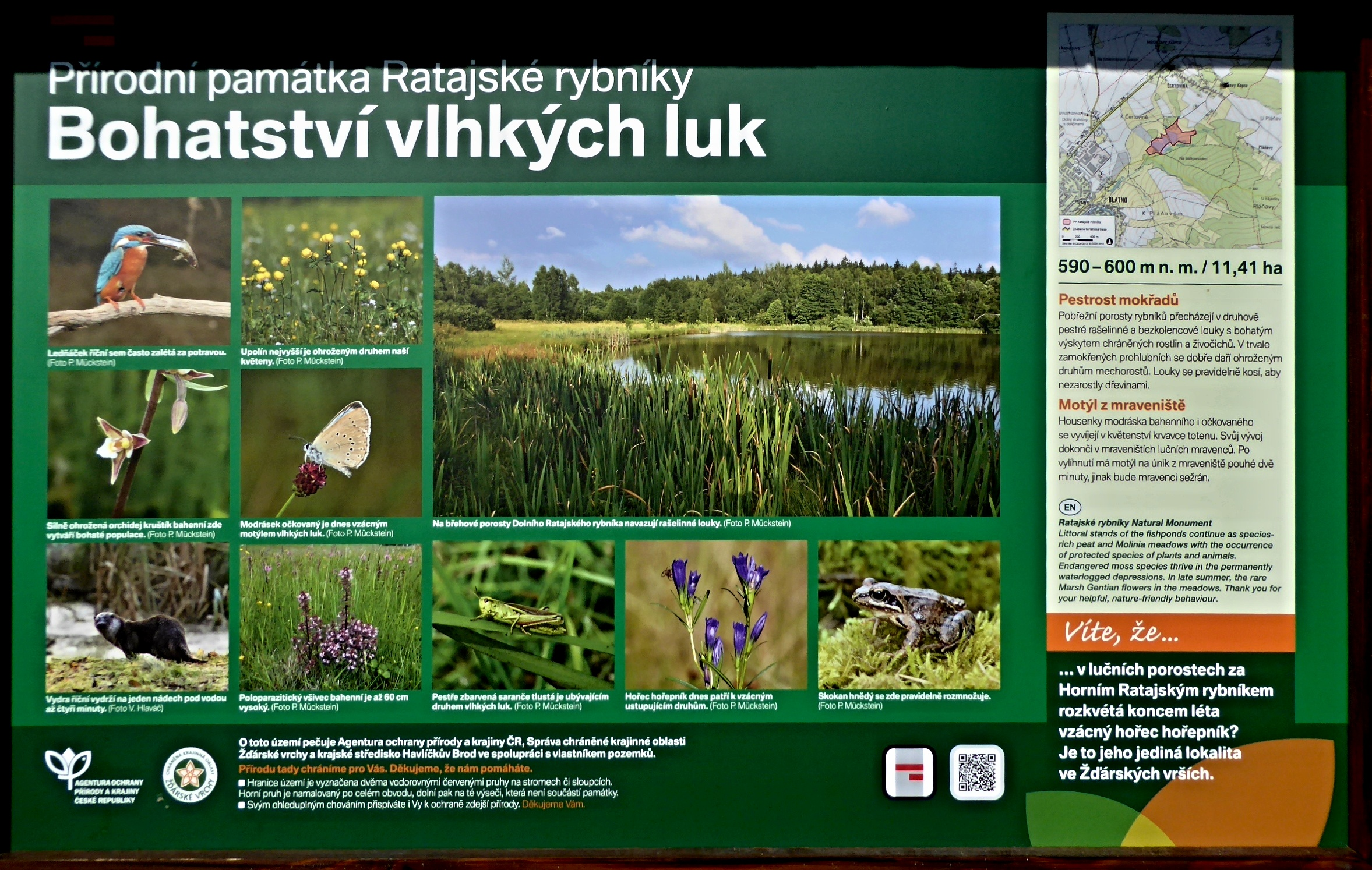
Informační panel
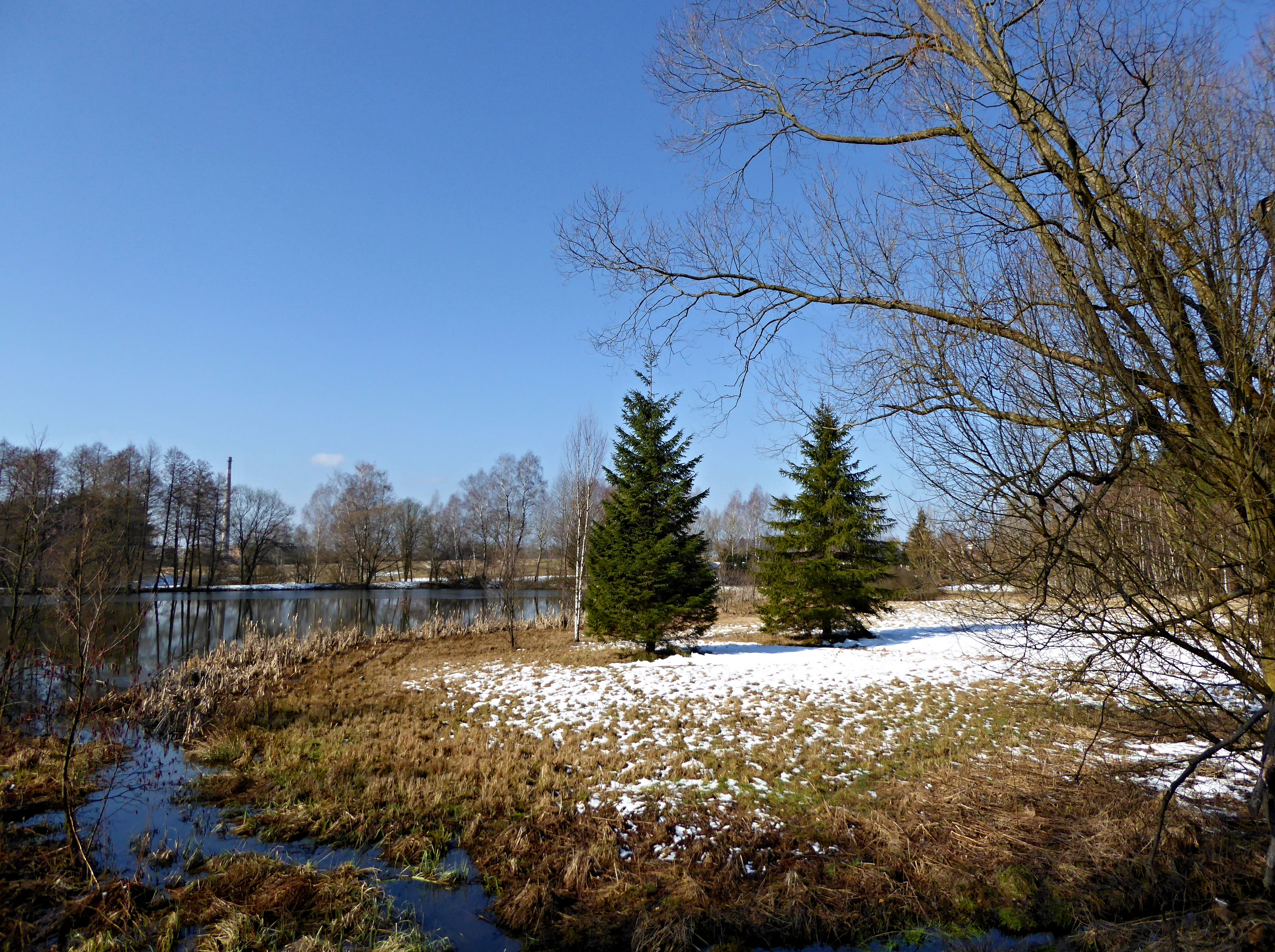
Mokřady a břehové porosty se solitérními smrky na úzkém pásu nad Dolním ratajským rybníkem; lokalita hostí populaci obojživelníků
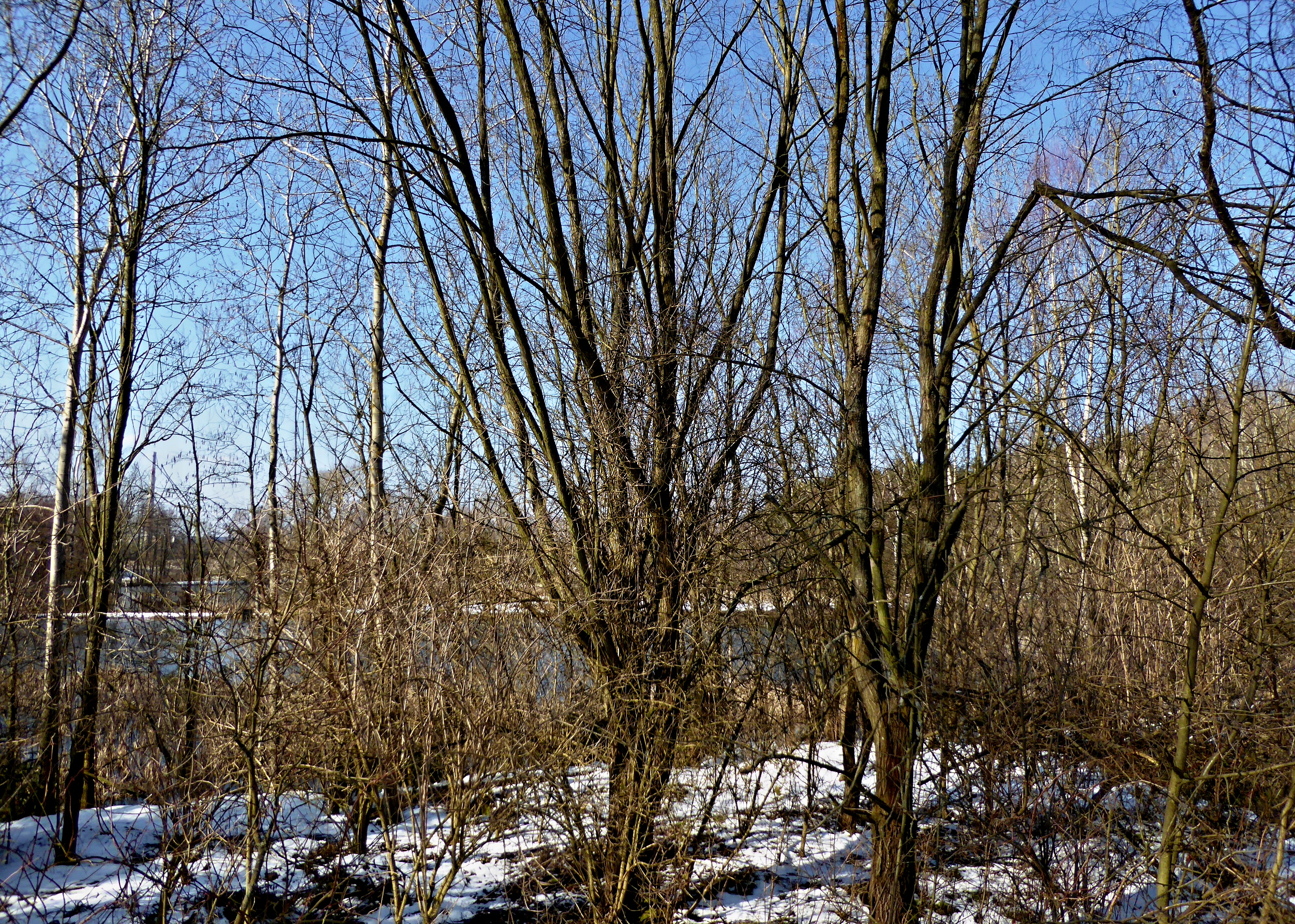
Břehové porosty u rybníků vytvářejí vhodný úkryt pro ptactvo; v zimním období lze snadno poznat „hustotu" křovin, v letním období je to neproniknutelná zeleň
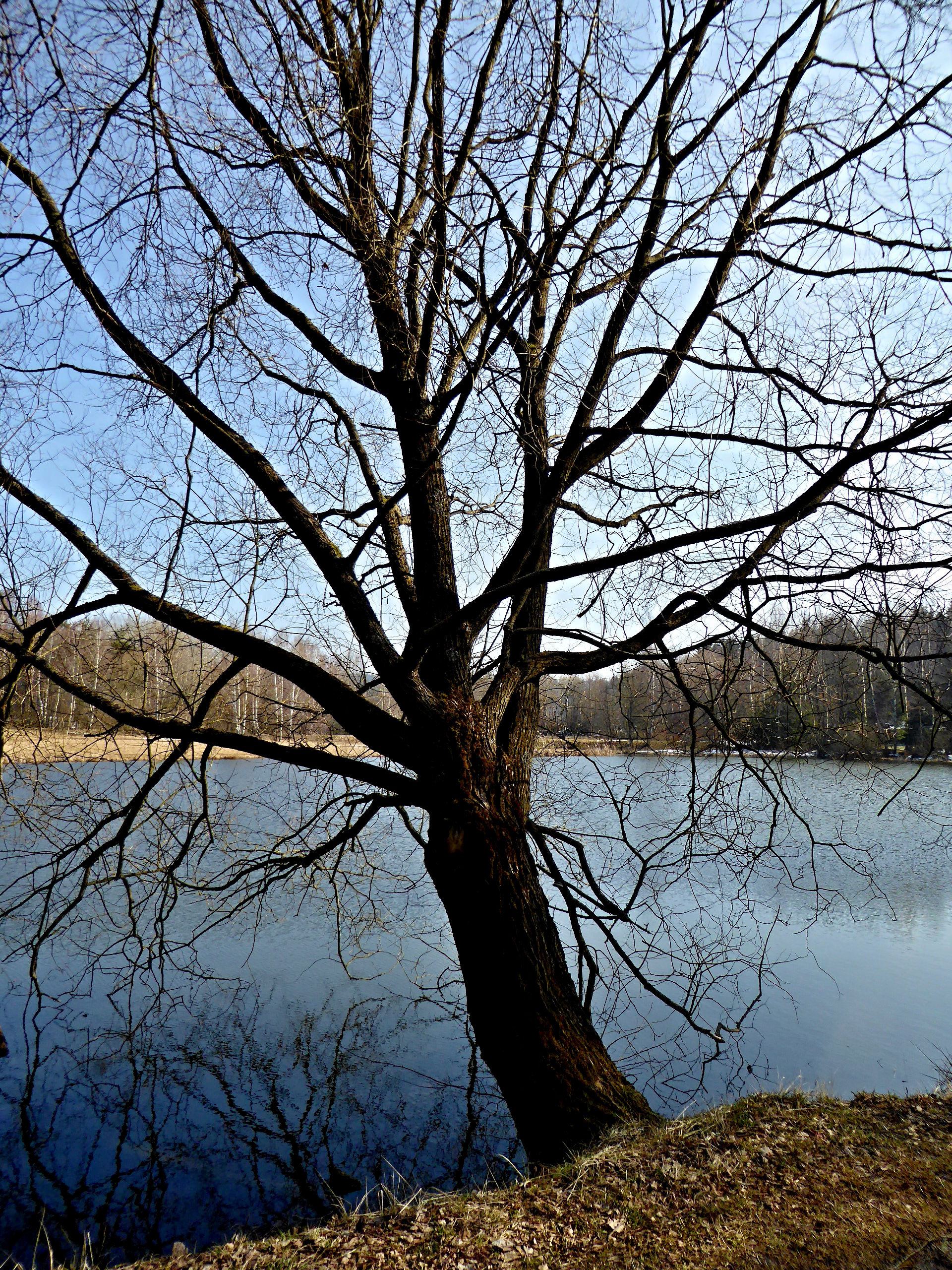
Na hrázích rybníků rostou různé druhy dřevin; vzrůstající váha, podmáčený terén a povětrnostní podmínky způsobují jejich nestabilitu
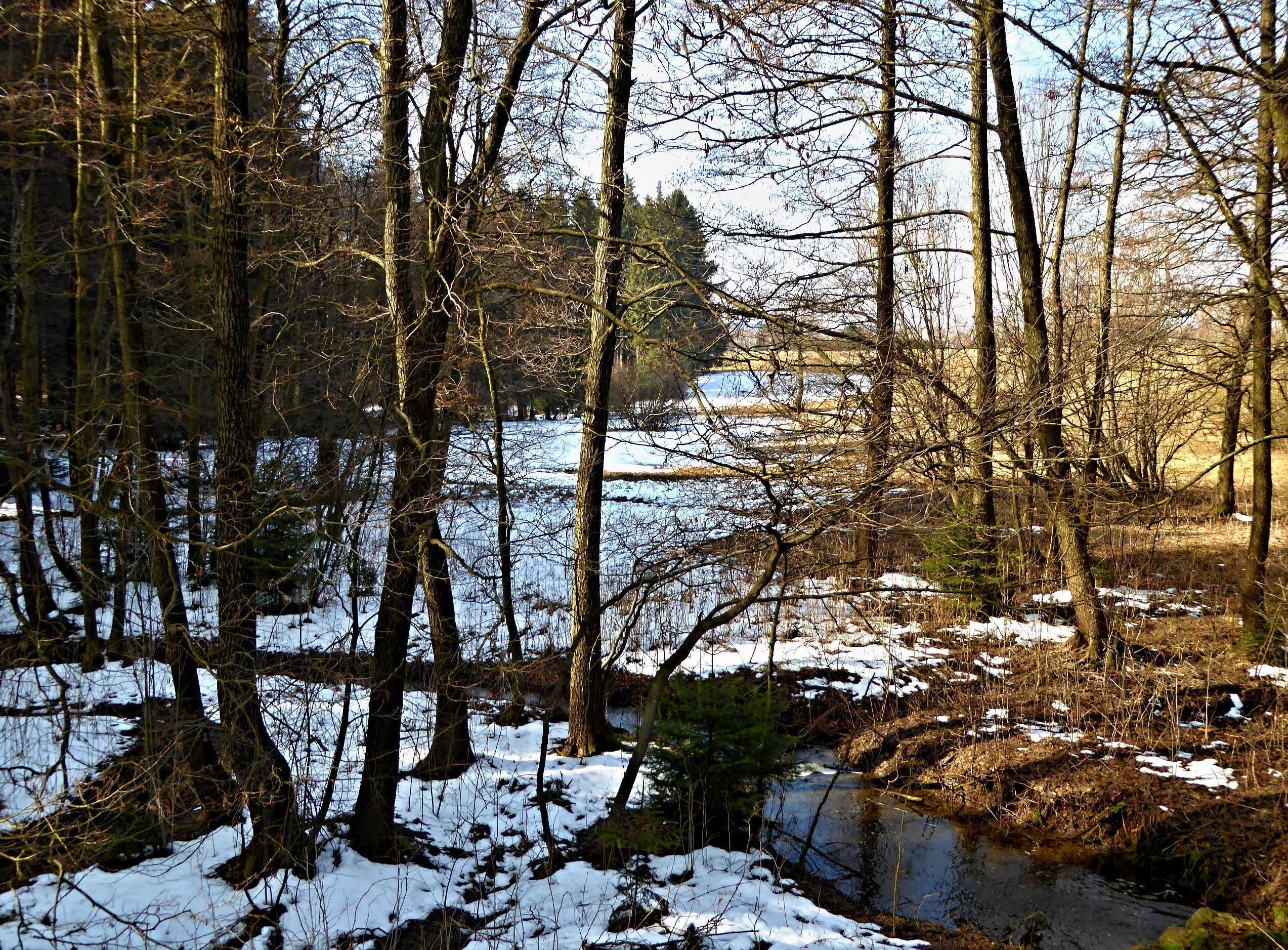
Ratajské rybníky jsou odvodňovány vodotečí do Blatenského potoka na rozhraní lesního prostoru „Na balkovském" a vlhkých luk přírodní památky
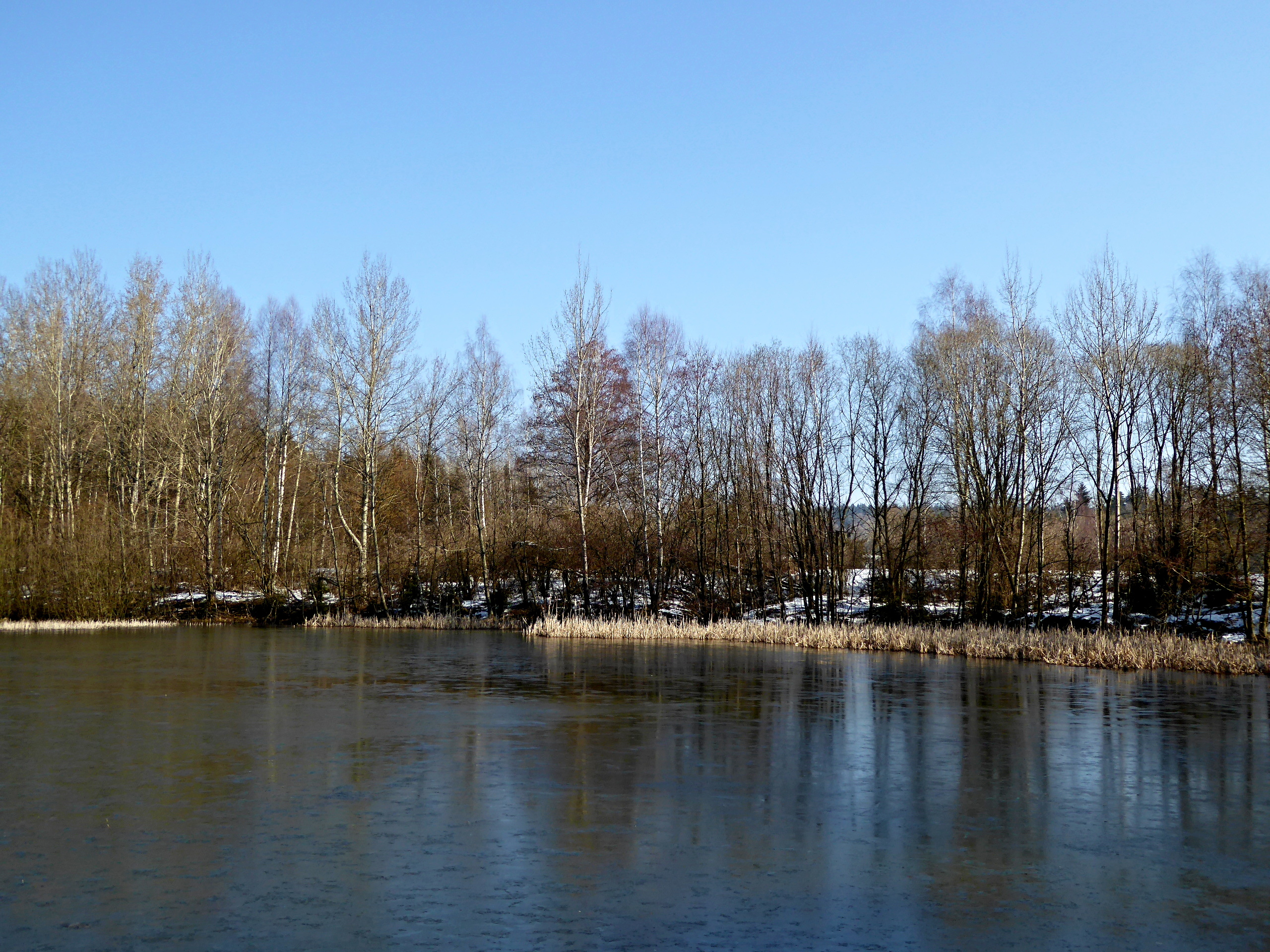
Prostřední Rataják v časném jaru, nejmenší a také nejmladší v rybniční soustavě; za dřevinami lze rozeznat hráz Horního Ratajáku
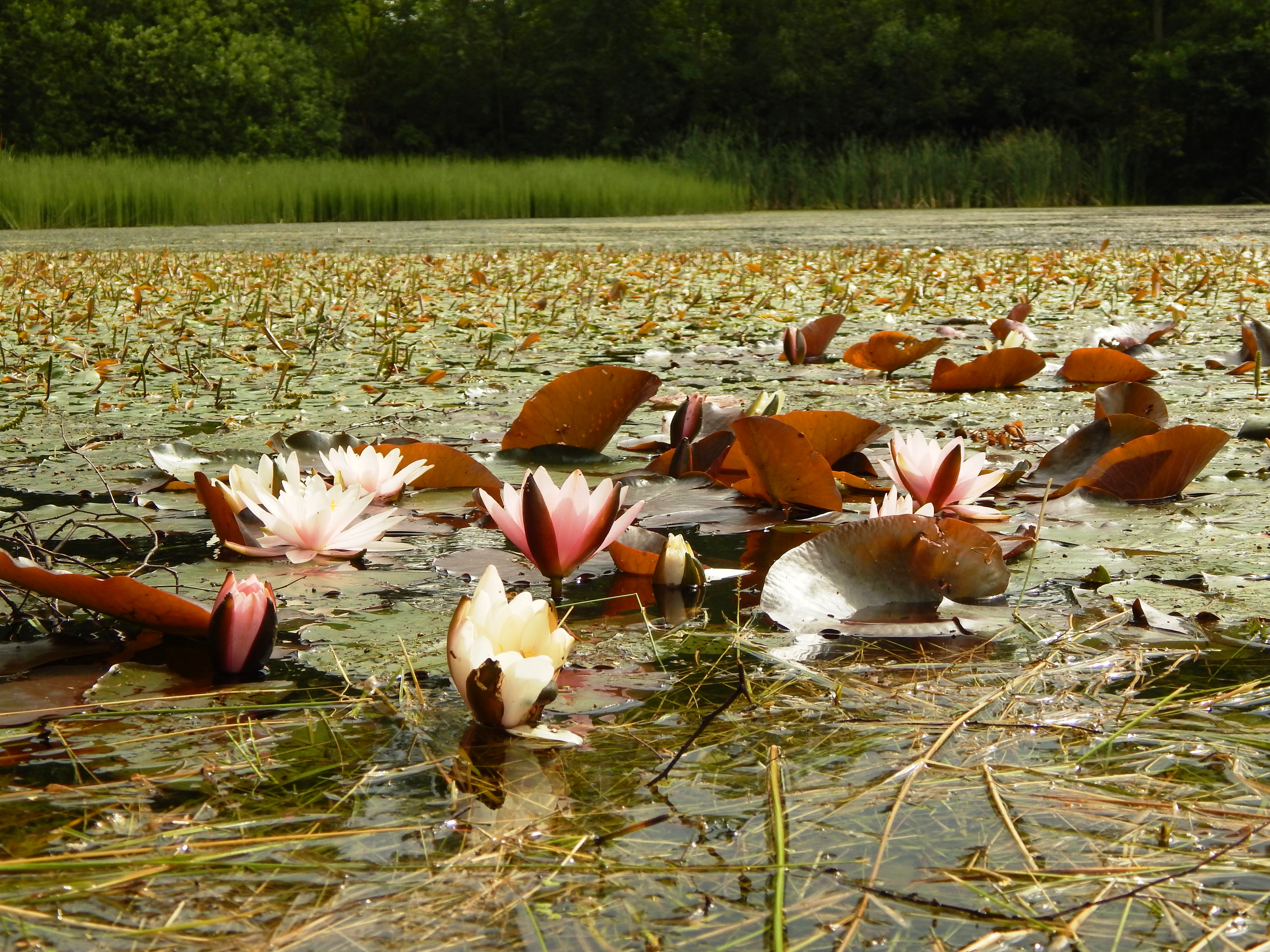
Prostřední Rataják v době květu leknínů
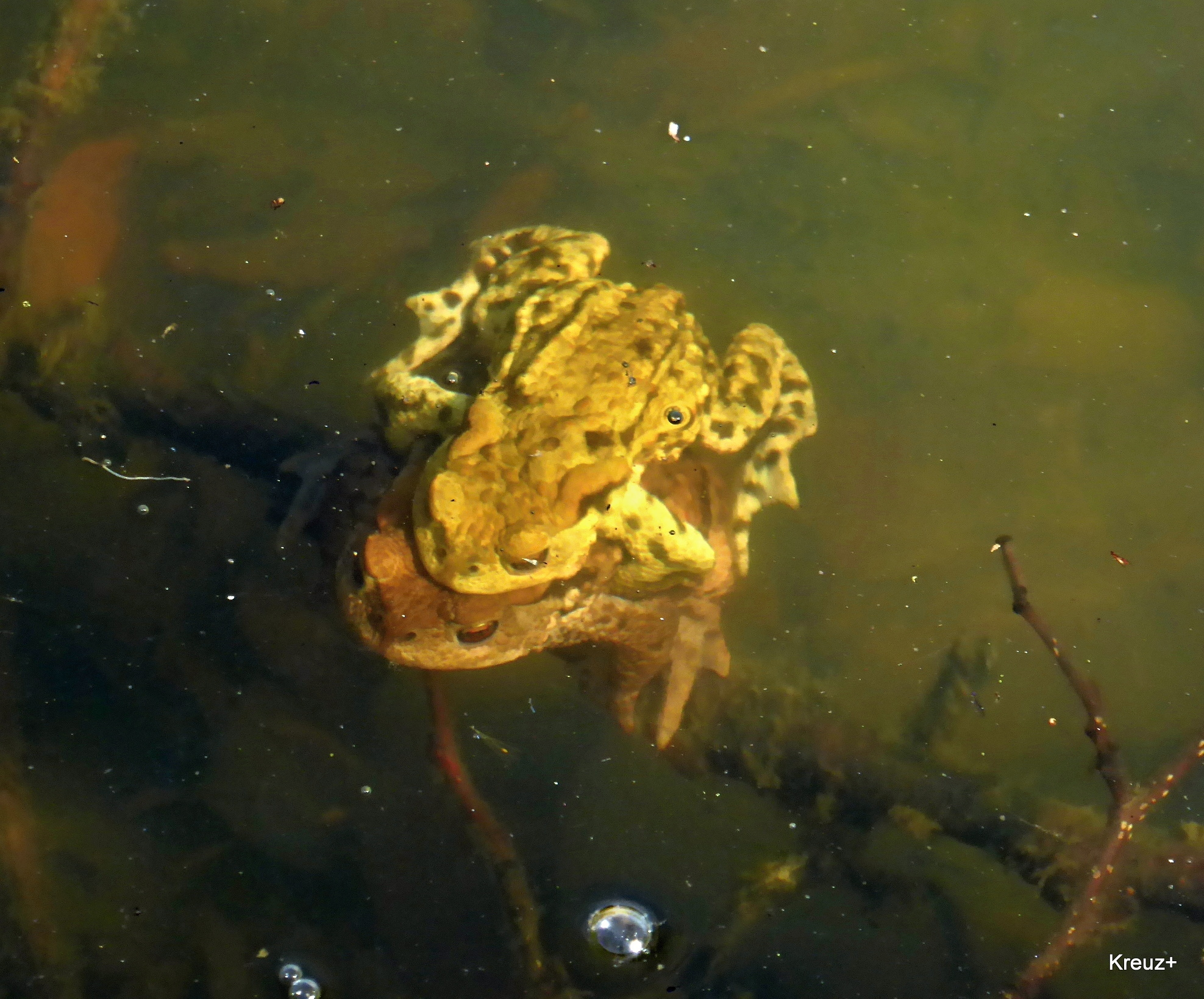
Ratajské rybníky jsou v měsíci dubnu lokalitou, kde žáby pravidelně zahajují reprodukční proces, doprovázený silným skřehotáním
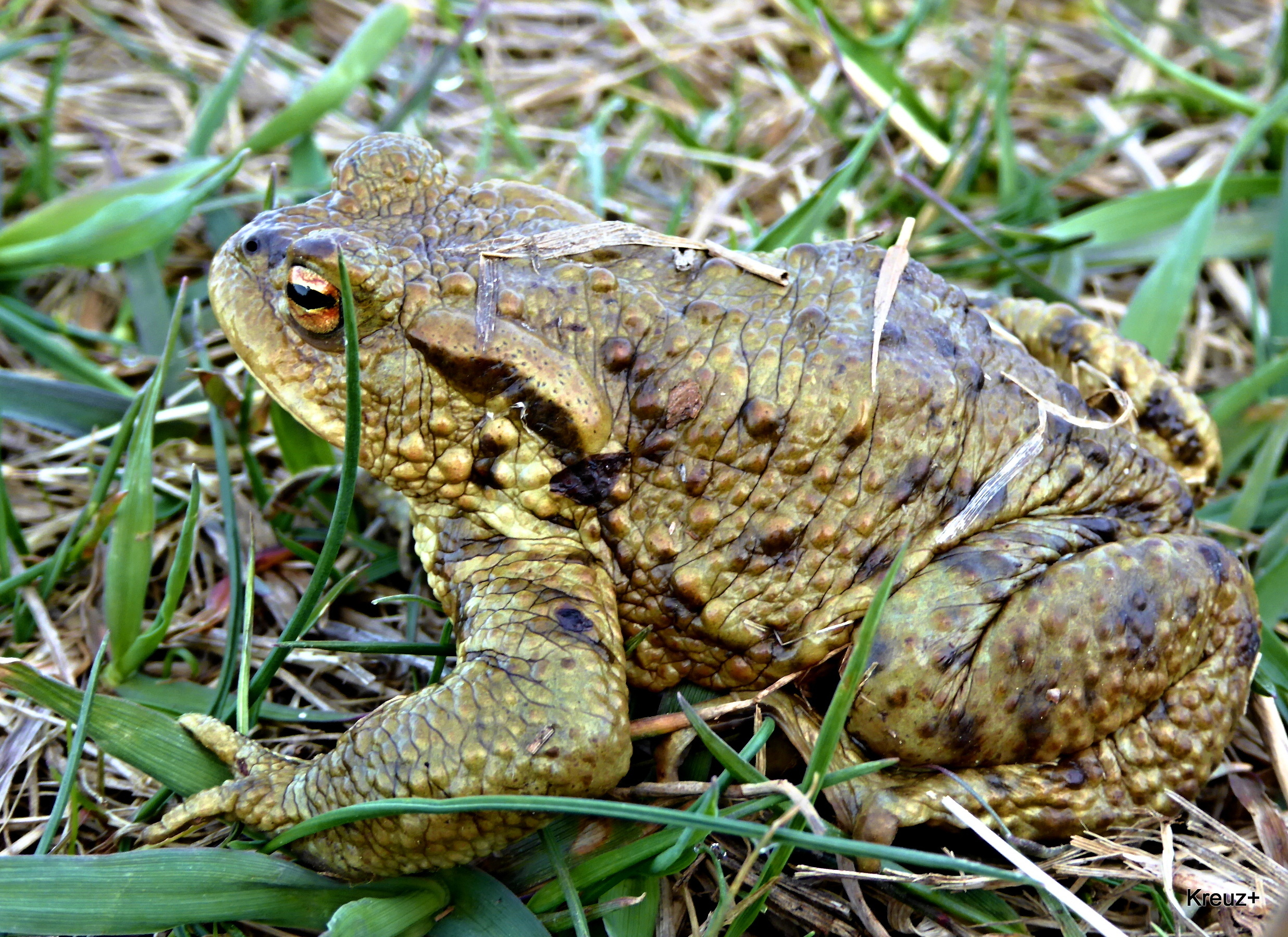
Na vlhkých loukách přírodní památky se vyskytuje ropucha obecná (Bufo bufo), značně rozšířená žába na území Česka
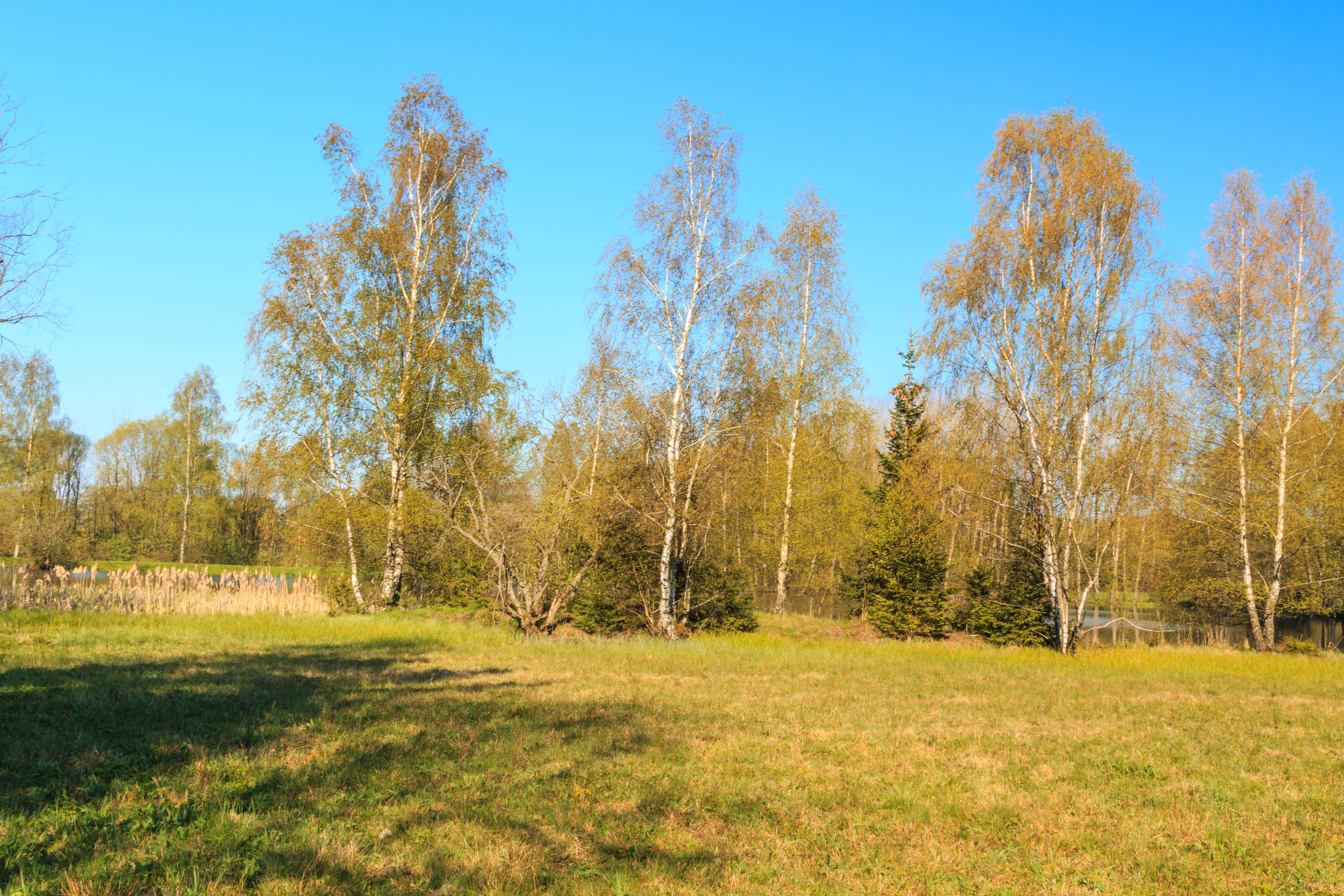
Vlhké louky s výskytem chráněných druhů rostlin nad Horním Ratajákem; louky jsou pravidelně sečeny
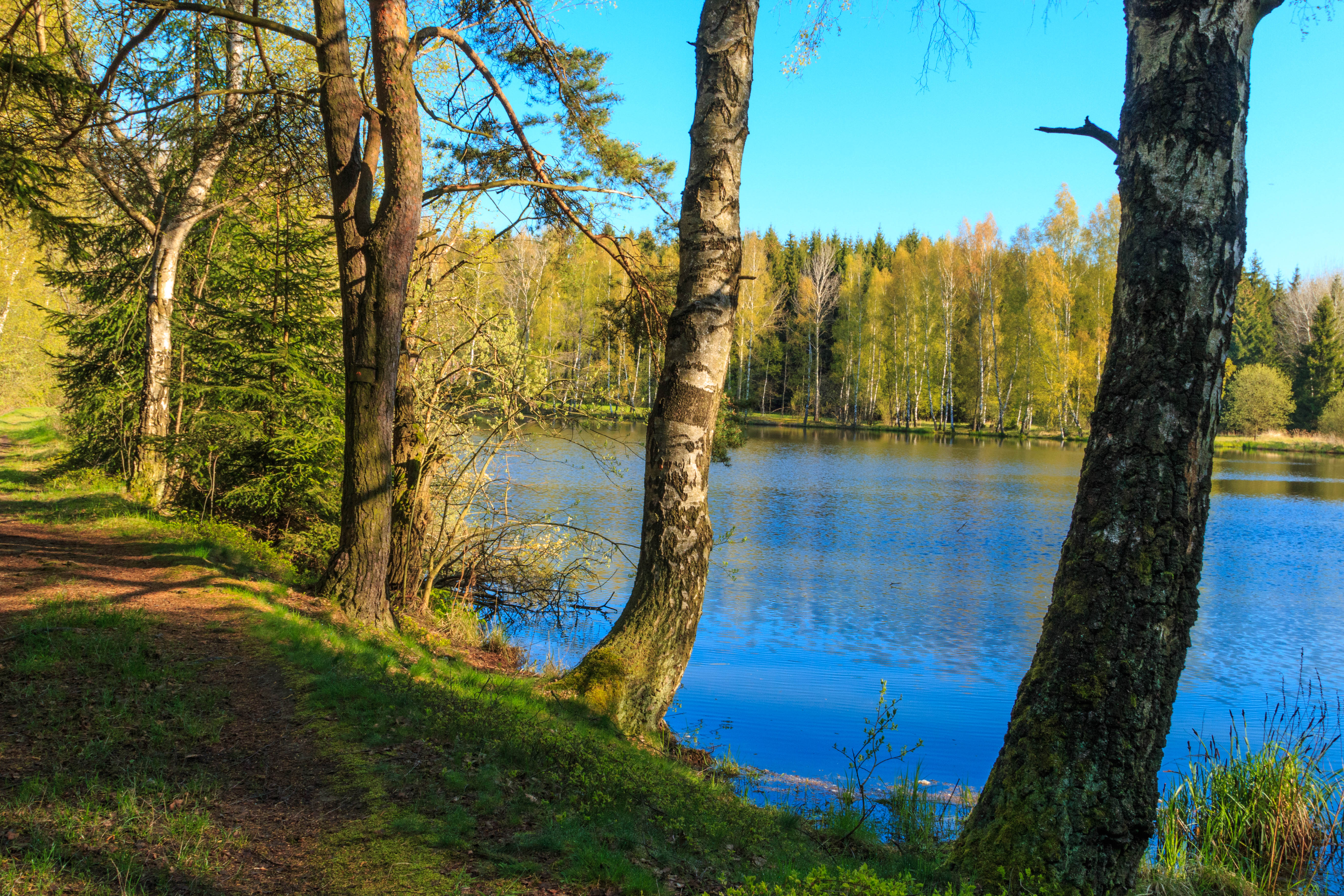
Horní ratajský rybník s hrází, po které je od roku 2017 vedena turistická trasa Klubu českých turistů
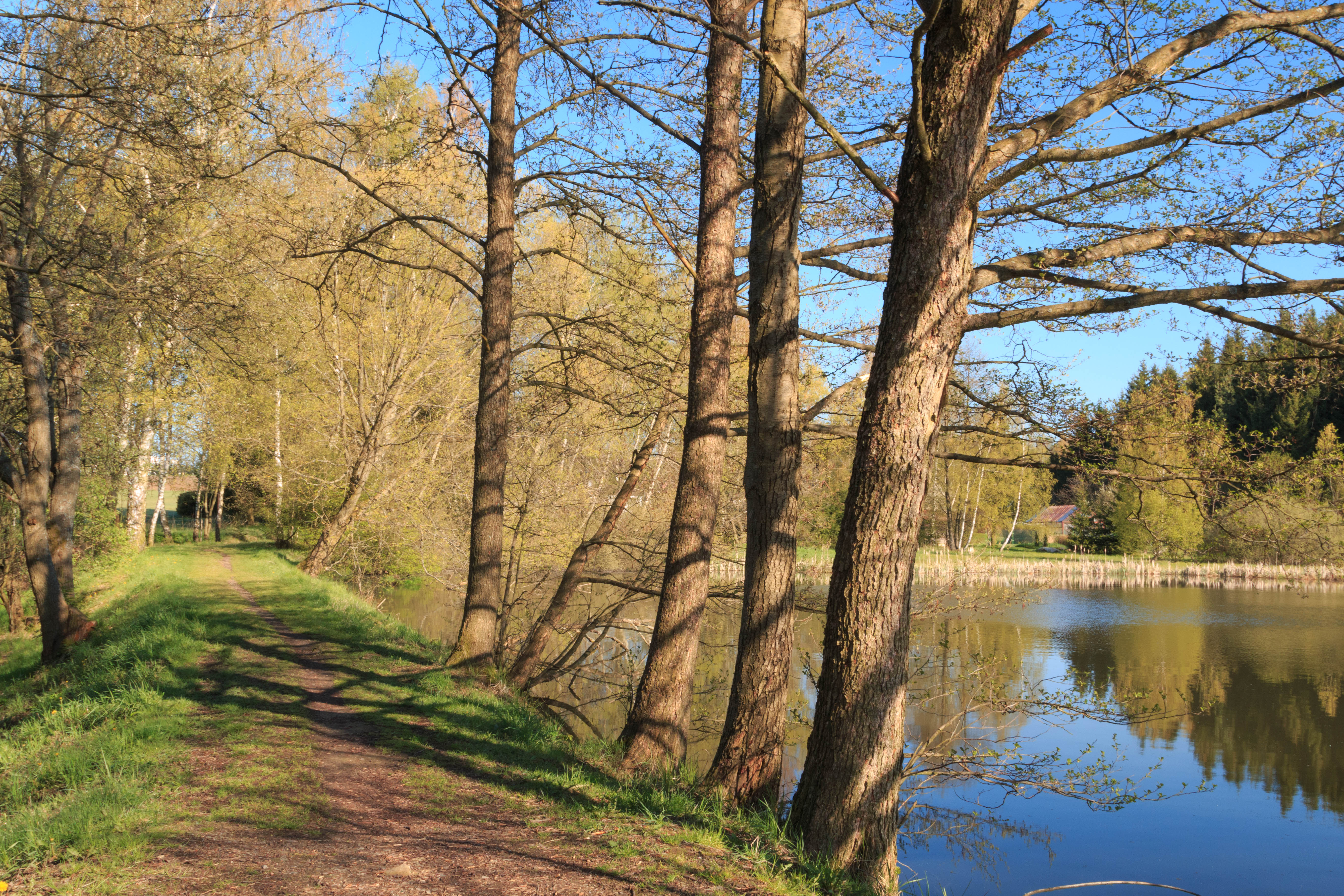
Dolní ratajský rybník s pochůznou hrází, cesta směřuje k zahrádkářské kolonii navazující na lokalitu přírodní památky
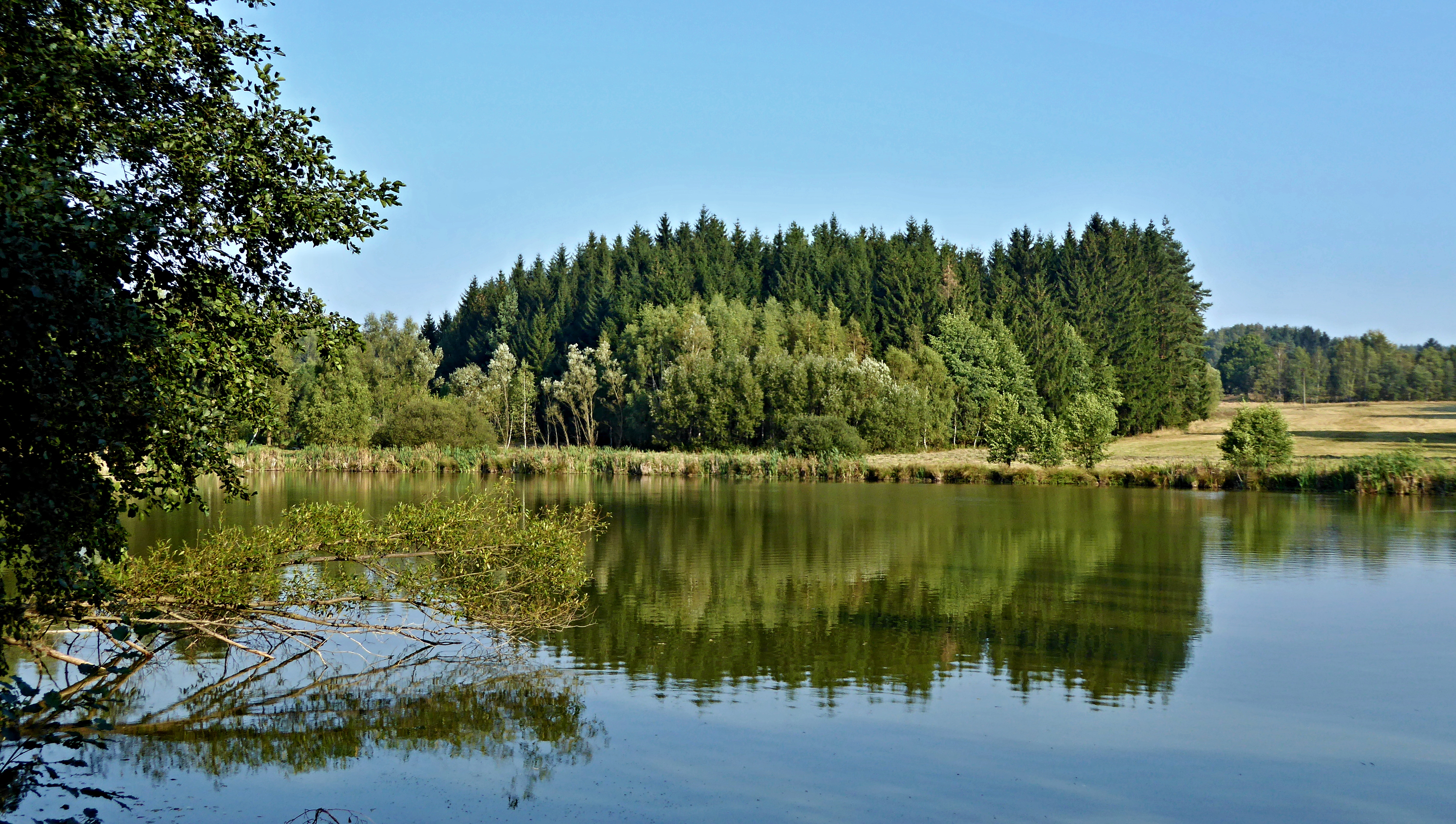
Dolní Rataják výškou hladiny ovlivňuje i hladinu vody na přilehlém rašeliništi a má vliv na růst rašeliništních mechorostů
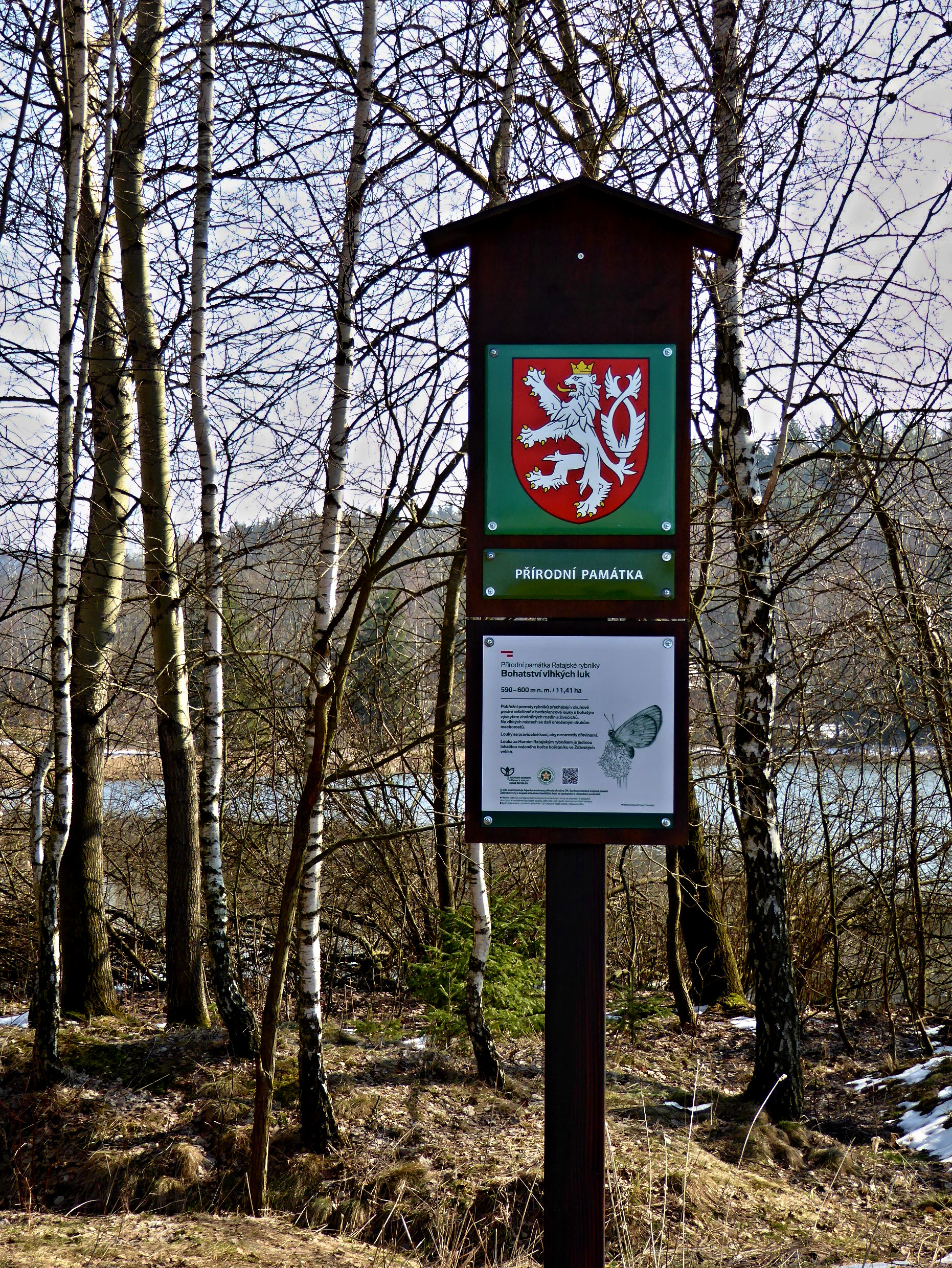
Na přístupových cestách k hrázím tří vodních nádrží umístila Správa CHKO Žďárské vrchy informační panely